# ALCO RSD-12
A ALCO RSD-12 foi uma locomotiva diesel-elétrica de seis eixos com potência nominal de 1.800 cavalos (1,34 MW). Foram produzidas 171 locomotivas - usadas da mesma maneira que sua irmã de quatro eixos, a ALCO RS-11 , embora o projeto de seis motores permitisse melhor esforço de tração em velocidades mais baixas.
Foram compradas pela Companhia Siderúrgica 
Nacional (CSN) em 1962 da ALCo sendo fabricadas pela Montreal Locomotive Works (MLW), Canadá, uma subsidiária da ALCO.
Foram Adquiridas 10 unidades de 1800 hp, bitola de 1,60m equipadas com o motor ALCO 251-B V-12 com parte elétrica fornecida pela GE.

## História
As locomotivas acabaram tendo seu direito de operação dado a RFFSA pela CSN já que a mesma estava recebendo ao mesmo tempo locomotivas SD18 de 1800 hp, que eram concorrentes diretas das RSD-12. A CSN posteriormente trocaria as RSD-12 por valor em transportes prestados.
As RSD-12 vieram do Canadá então com pintura RFFSA-Central, sendo numeradas de 3501 a 3510, ficando lotadas em Belo Horizonte, no Horto Florestal, eram as únicas locomotivas de grande potência capazes de passar no gabarito dos túneis antigos da Central do Brasil.
Embora nossas maquinas também sejam especificadas como RSD-12, elas não tem muito ver com as RSD-12 Norte-Americanas, já que a nossa descendem da RS-32, enquanto a deles da RSD-4/5.
As nossas também vieram com ventilação maior do que a normal, para evitar superaquecimento dos motores, problema que assolava as ALCO mais antigas como S-1, RS-1 e FA-1
Tendo sido totalmente reformadas em 1986 pelo projeto Bombardier (sucessora da MLW, Canadá) com a aquisição de novos motores ALCO 251 de 2000 hp cada.
Em 1990 apenas 3 dessas maquinas ainda se encontravam em circulação.
As três locomotivas foram modernizadas pela General Electric de Contagem, Minas Gerais. 
Essa reforma causo algumas alterações estéticas nelas como a chapa testeira e os pega-mãos de acesso a cabine, descaracterizando sua aparência estilosa, de traços curvos e modernos (prós anos 60) característica das locomotivas ALCO.
Trabalharam brevemente na linha Centro e por algum tempo na conclusão da Ferrovia do Aço. Depois foram transferidas para a SR-4 em São Paulo.
As demais foram sucateadas por falta de peças de reposição.
Atualmente todas se encontram baixadas.